# Stockholm i mitt hjärta

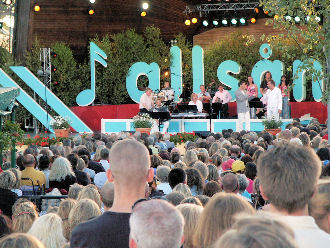
El programa Allsång på Skansen en Stockholm - julio de 2004

"Stockholm i mitt hjärta" ("Estocolmo en mi corazón") es una canción de vispop de Lasse Berghagen, que escribió la canción cuando Ulf Adelsohn quería una nueva canción de Estocolmo cuando él fue gobernador de la Provincia de Estocolmo en 1992. Berghagen grabado la canción en Svensktoppen el 7 de agosto de 1993 y terminó en décimo lugar. La canción es en los álbumes de Berghagen Sträck ut din hand (1995) y Stockholm, mina drömmars stad (2002).
Stockholm i mitt hjärta es tema musical del programa de televisión Allsång på Skansen ("Canta con nosotros en Skansen") desde 1994, cuando Berghagen empezó como presentador.